# سیارک ۶۴۴۰
سیارک ۶۴۴۰ (به انگلیسی: 6440 Ransome، نامگذاری:1988RA2) شش هزار و چهارصد و چهلمین سیارک کشف شده‌است که در ۸ سپتامبر ۱۹۸۸ کشف شد.
قدر مطلق سیارک برابر ۱۴٫۳۰ است.